# Pont Ōnaruto
Le pont Ōnaruto (大鳴門橋, Ōnaruto-kyō) (ou Ohnaruto) est un pont suspendu sur la route reliant Naruto sur l'île de Shikoku, à l'île d'Awaji au Japon et qui permet plus largement de faire la liaison, avec le pont du détroit d'Akashi jusqu'à Kōbe, sur l'île de Honshū.
Il franchit le détroit de Naruto et donne un point de vue parfait pour observer les tourbillons de Naruto.

## Description
Le pont suspendu possède une portée principale de 876 mètres et des travées de rive de 330 mètres chacune. Le tablier est composé d'une poutre en treillis de 34 m par 12,5 m avec 4 voies de circulation et autorise un gabarit maritime de 41 mètres. Les pylônes sont également en acier et culminent à 144 m de hauteur, ils reposent sur des tubes d'acier qui minimisent l'impact des courants et les tourbillons,.
Le pont inauguré en juin 1985 fut conçu pour accueillir une voie ferroviaire au niveau inférieur de la poutre en treillis, mais la ligne n'a pas été réalisée, comme pour le pont d'Akashi. Ce niveau est utilisé entre autres pour acheminer de l'eau.
En 2004, 6,8 millions d'automobiles et de camions l'ont franchi, soit une moyenne de 18 600 véhicules par jour.

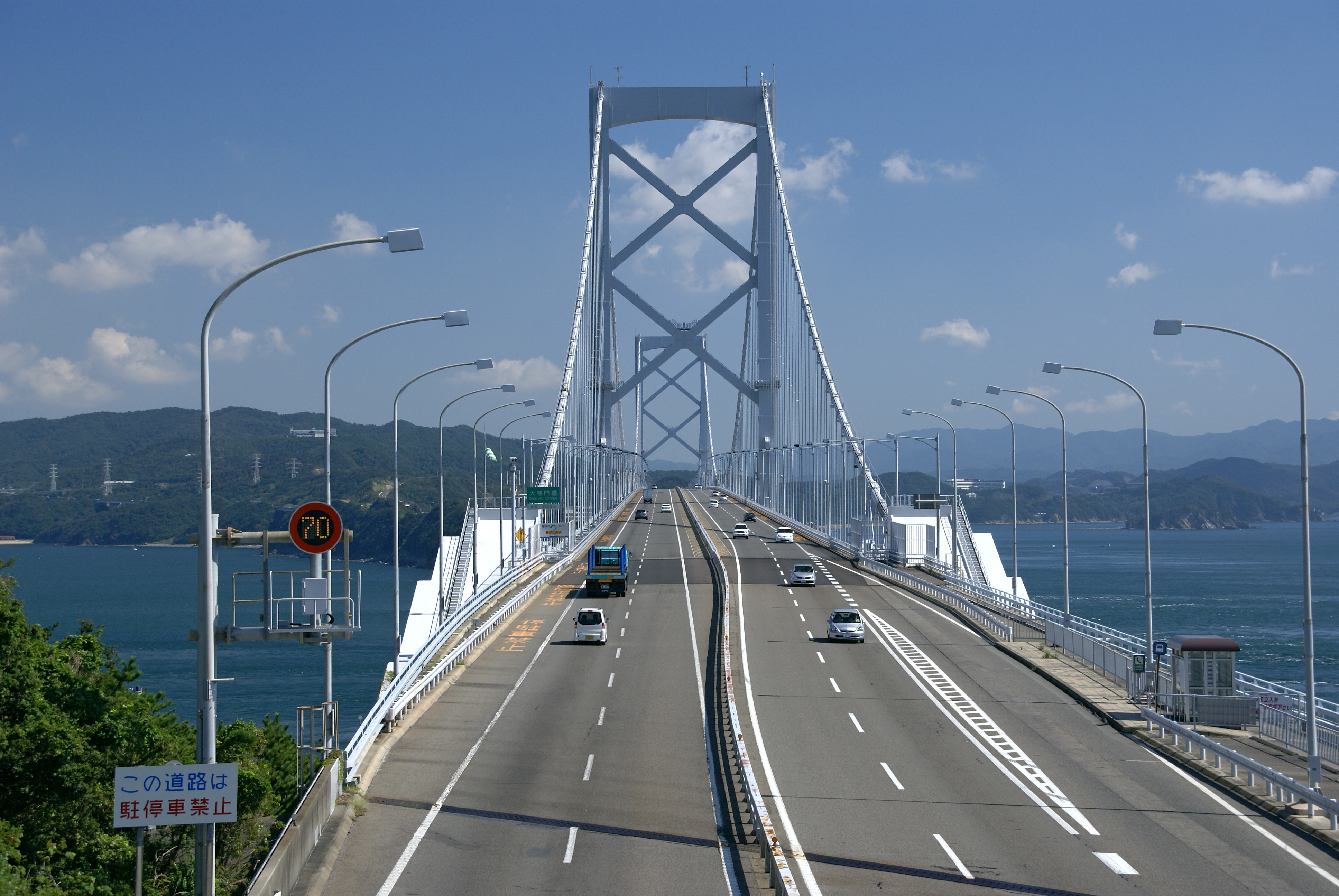
Quatre voies de circulation.
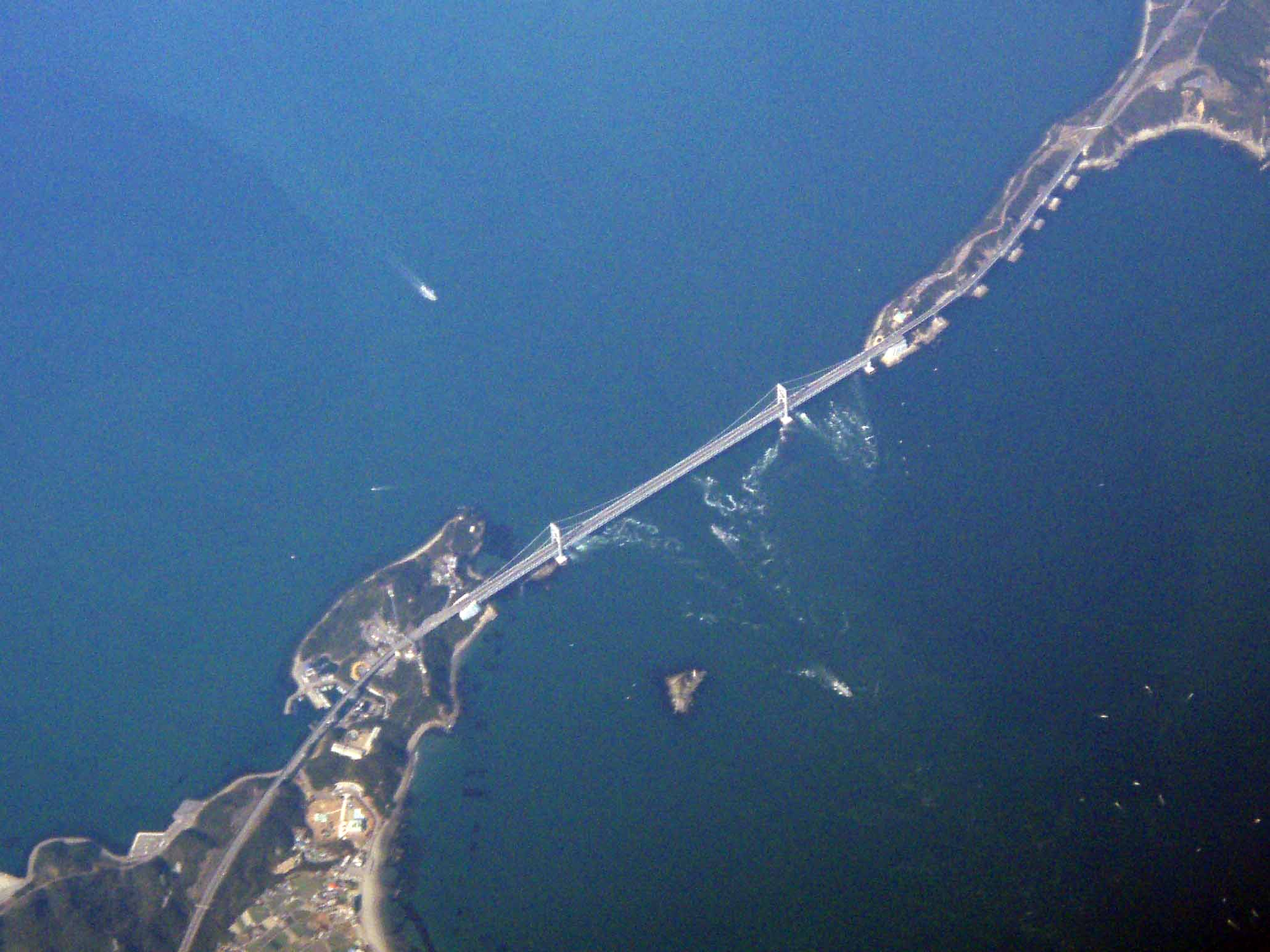
Vue aérienne.
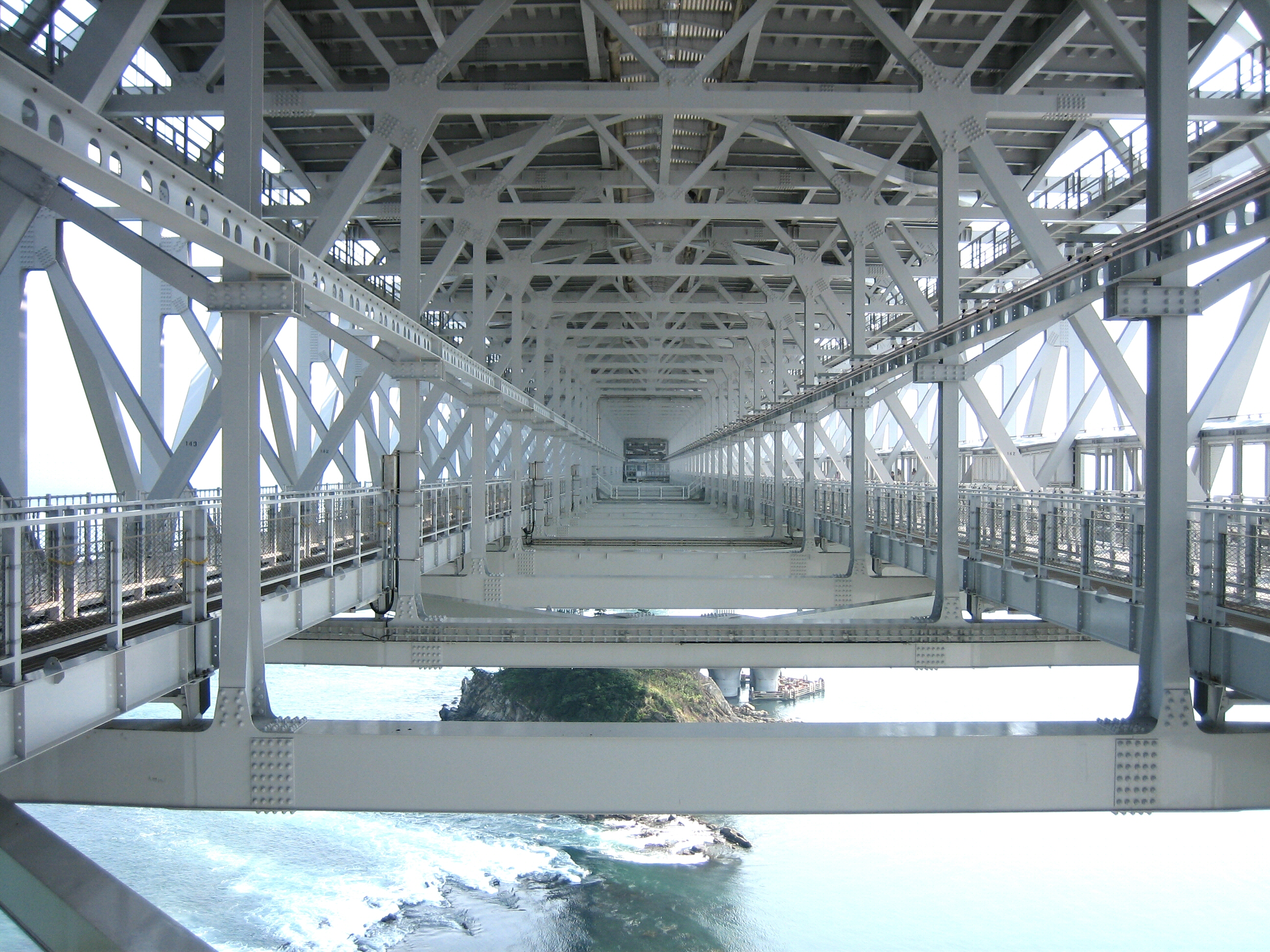
Poutre en treillis.
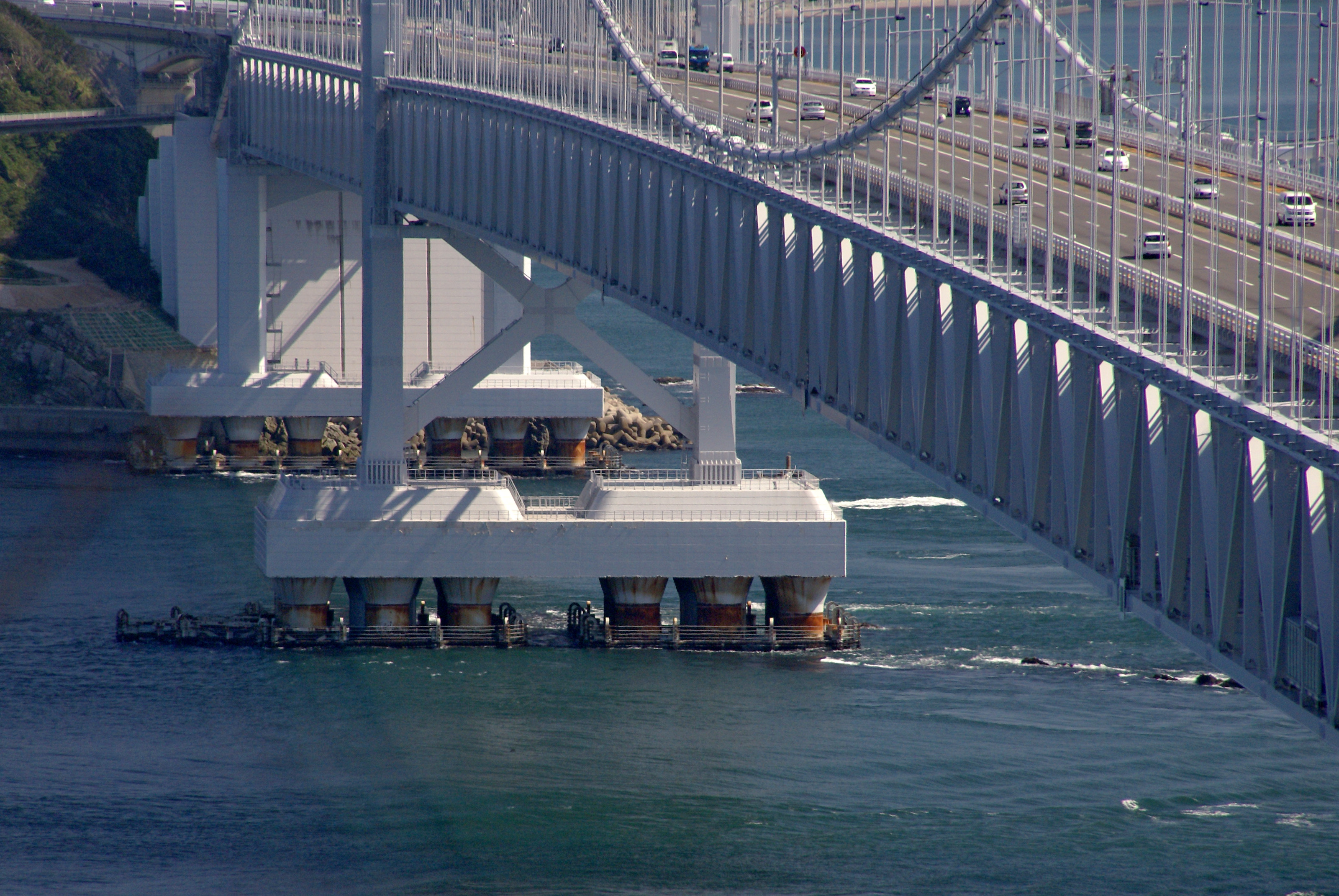
Fondations.

## Les tourbillons de Naruto
Dans le détroit, les interactions entre les marées des eaux de la mer intérieure de Seto et celles de l'océan Pacifique provoquent de gigantesques tourbillons qui peuvent atteindre jusqu'à 20 mètres de diamètre. Ils sont particulièrement visibles au printemps et en automne.
Au sud du pont, un passage appelé Uzunomichi Walkway permet d'observer le détroit depuis le haut à travers des vitres au sol et attire de nombreux touristes avec l'Onaruto Bridge Crossing Memorial Museum.

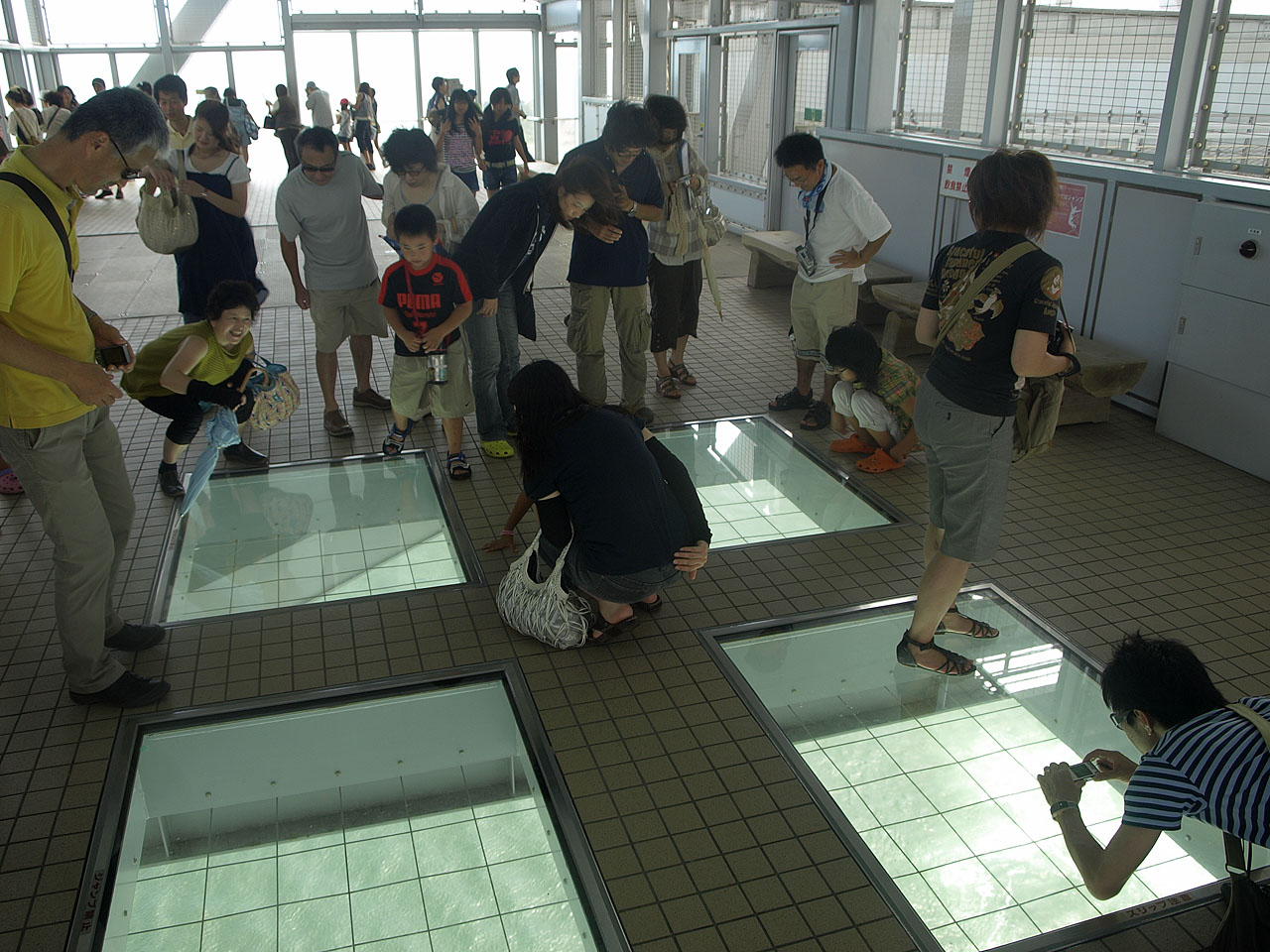
Observatoire sur les tourbillons de Naruto.
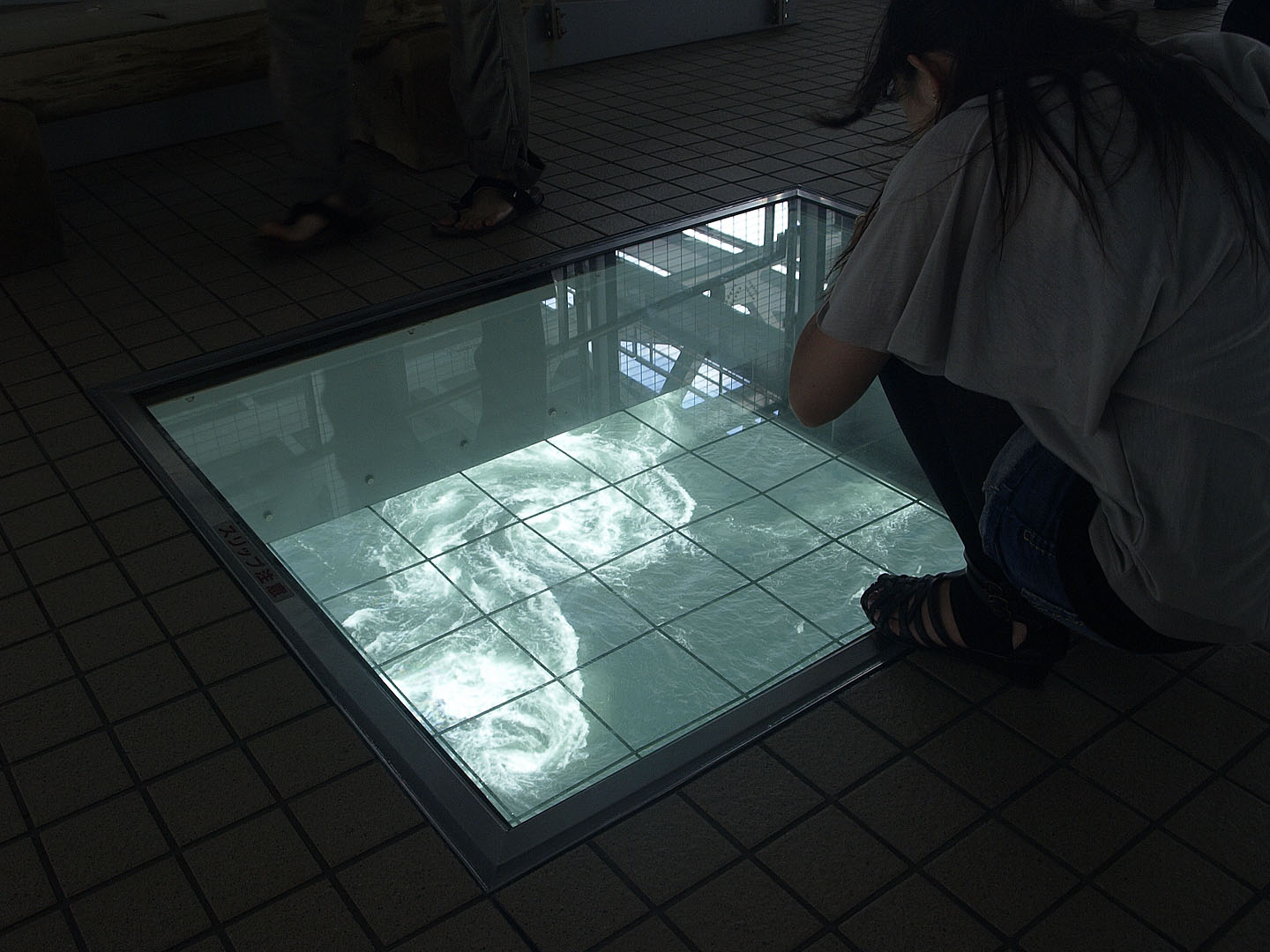
Vitres au sol.
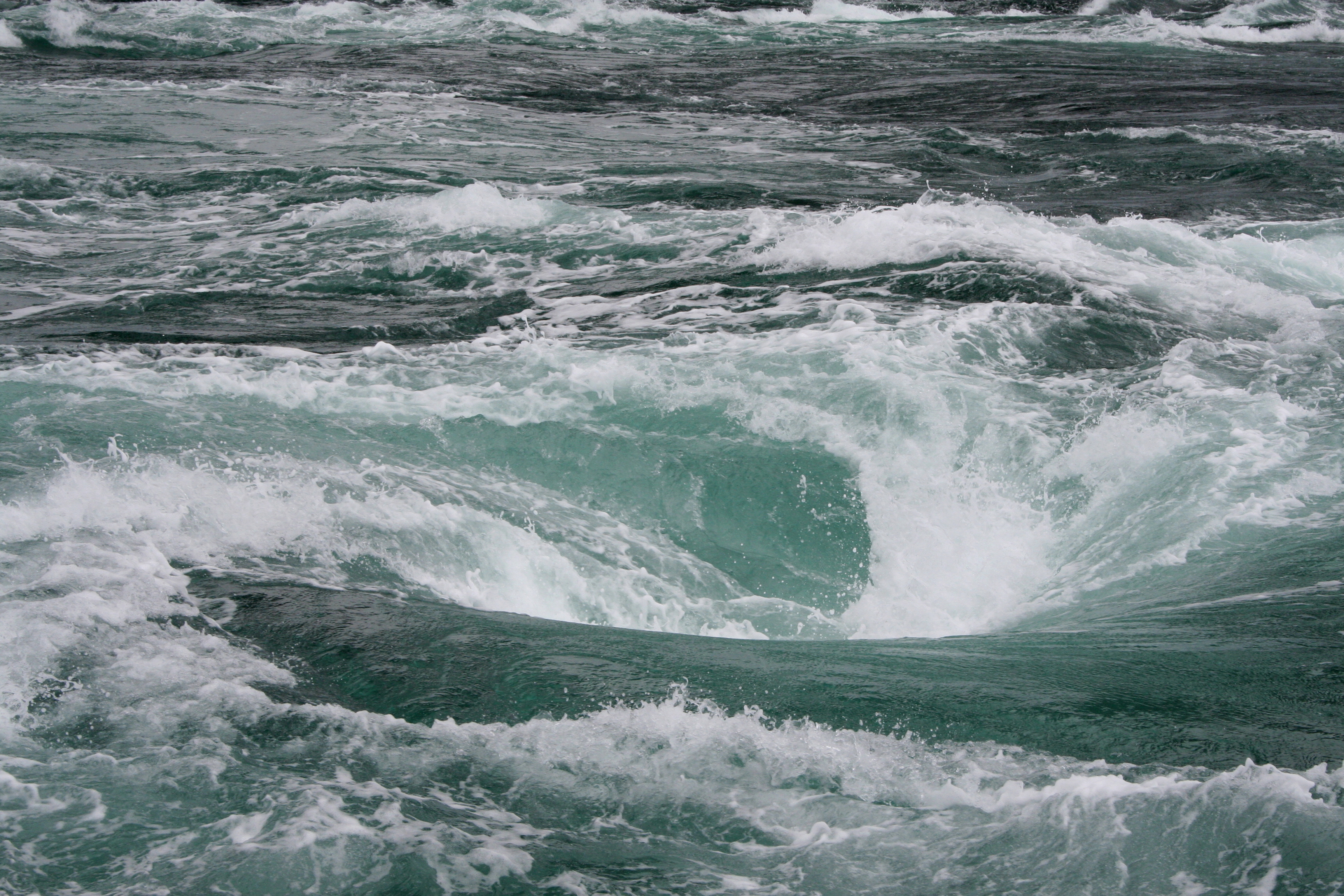
Tourbillons.